# Villa Caravadossi d'Aspremont
La Villa Caravadossi d'Aspremont è una storica residenza di Sanremo in Italia.

## Storia
La villa, appartenuta per oltre settant'anni al conte Caravadossi di Toetto d'Asprémont, è stata progettata dall'ingegnere nizzardo Giulio Franco Gilli.
La villa è stata affittata da numerose personalità altolocate durante la sua esistenza.

## Descrizione
La villa, situata sul lungomare di Sanremo, è contraddistinta da un caratteristico colonnato e da un artistico fregio collocato sul frontone dell'edificio.

## Galleria d'immagini

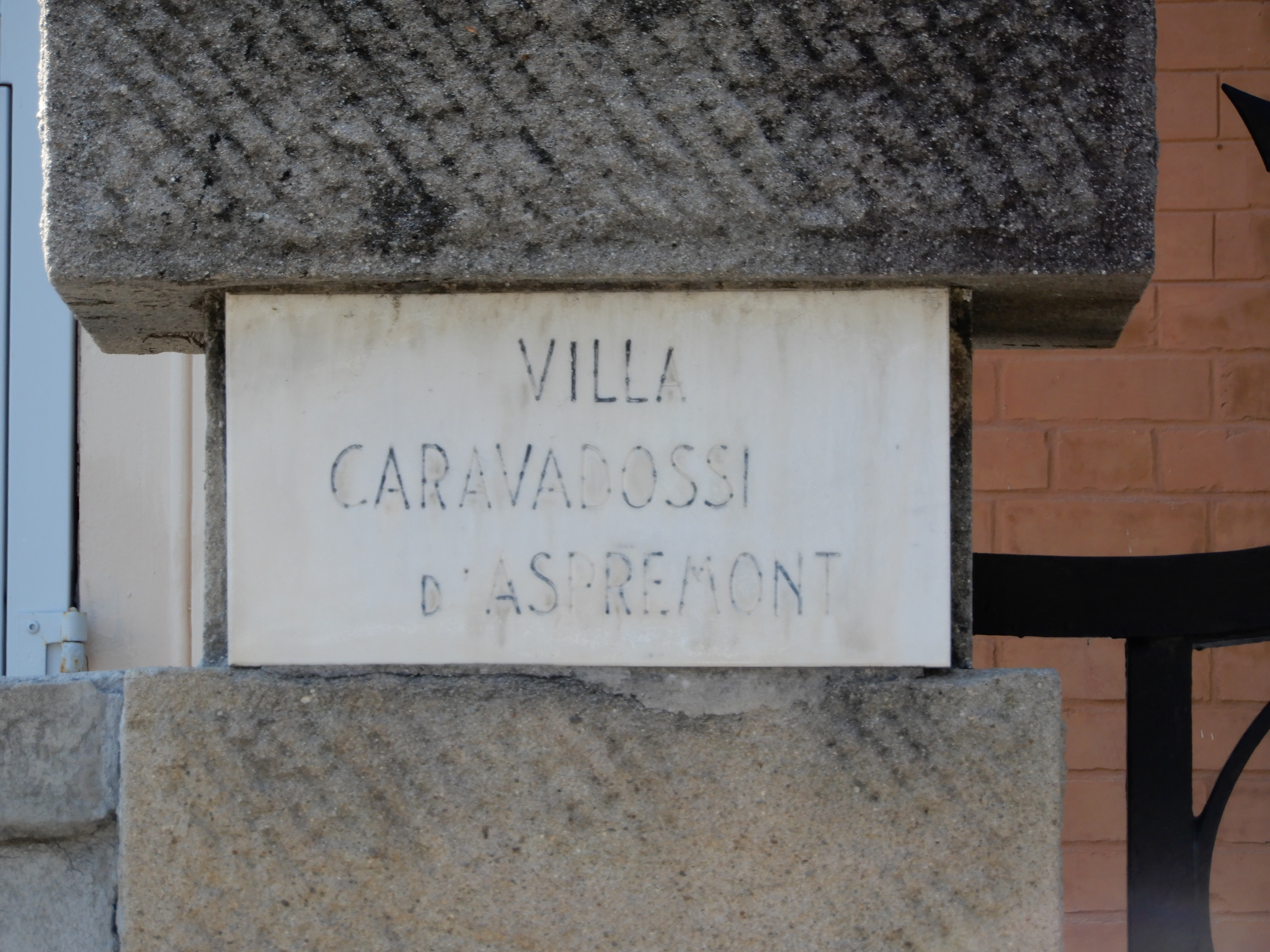
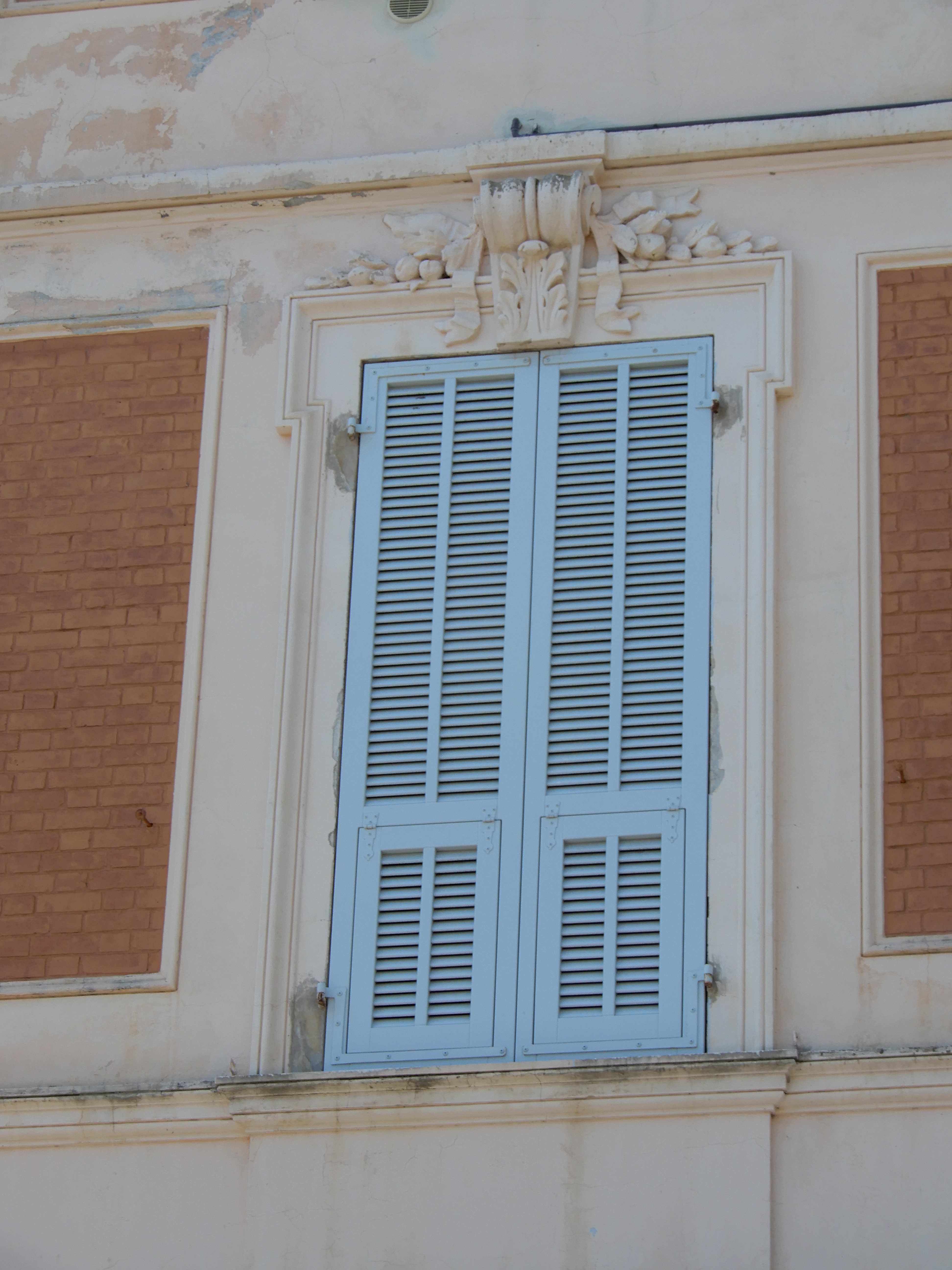
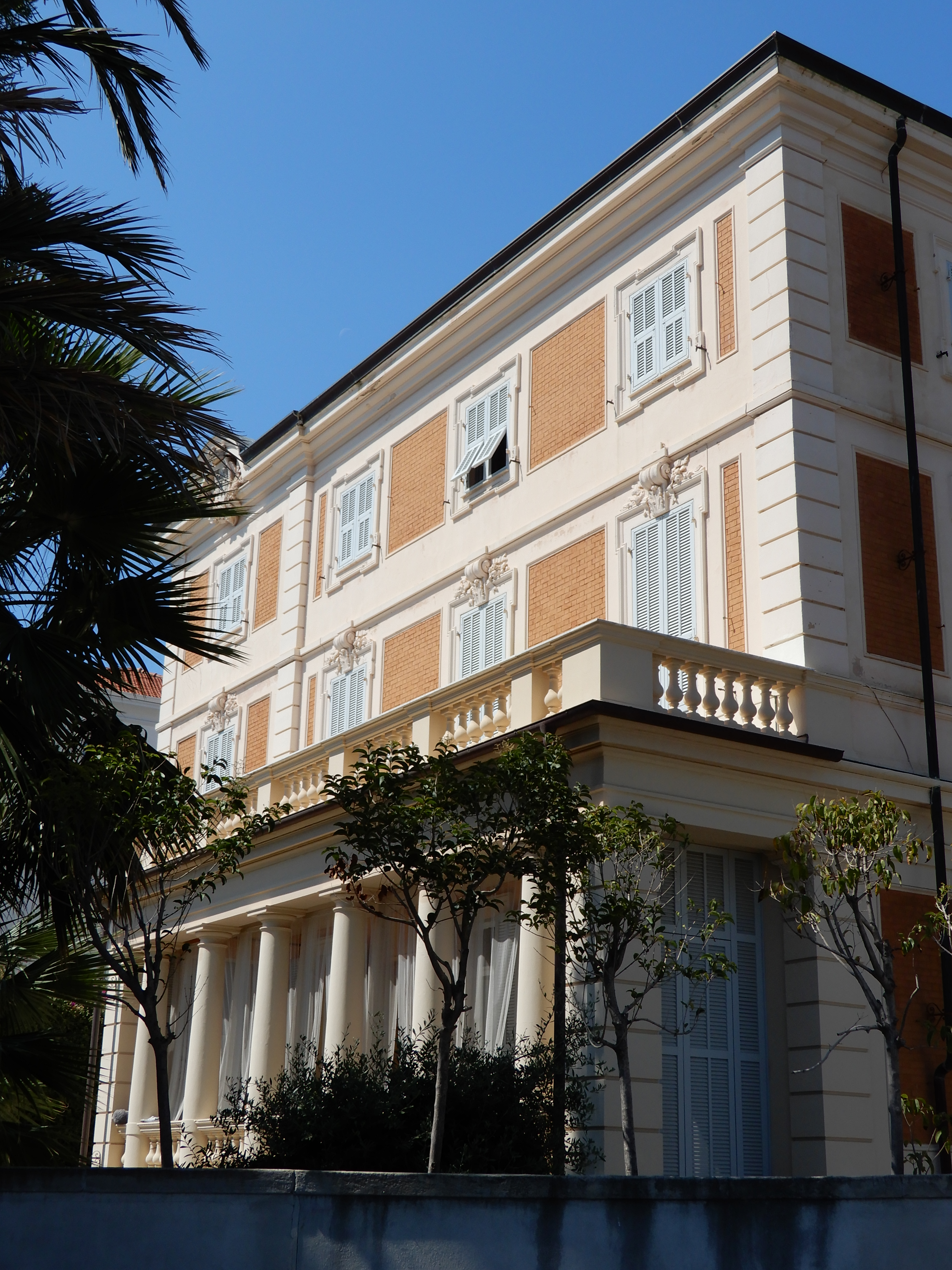